# Санта Чезареа Терме
Санта Чезареа Терме (итал. Santa Cesarea Terme) је насеље у Италији у округу Лече, региону Апулија.
Према процени из 2011. у насељу је живело 328 становника. Насеље се налази на надморској висини од 34 м.

## Географија
| Клима (Санта Чезареа Терме) | Клима (Санта Чезареа Терме) | Клима (Санта Чезареа Терме) | Клима (Санта Чезареа Терме) | Клима (Санта Чезареа Терме) | Клима (Санта Чезареа Терме) | Клима (Санта Чезареа Терме) | Клима (Санта Чезареа Терме) | Клима (Санта Чезареа Терме) | Клима (Санта Чезареа Терме) | Клима (Санта Чезареа Терме) | Клима (Санта Чезареа Терме) | Клима (Санта Чезареа Терме) | Клима (Санта Чезареа Терме) |
| Показатељ \ Месец           | .Јан.                       | .Феб.                       | .Мар.                       | .Апр.                       | .Мај.                       | .Јун.                       | .Јул.                       | .Авг.                       | .Сеп.                       | .Окт.                       | .Нов.                       | .Дец.                       | .Год.                       |
| --------------------------- | --------------------------- | --------------------------- | --------------------------- | --------------------------- | --------------------------- | --------------------------- | --------------------------- | --------------------------- | --------------------------- | --------------------------- | --------------------------- | --------------------------- | --------------------------- |
| Средњи максимум, °C (°F)    | 12,4 (54,3)                 | 13,0 (55,4)                 | 14,8 (58,6)                 | 18,1 (64,6)                 | 22,6 (72,7)                 | 27,0 (80,6)                 | 29,8 (85,6)                 | 38,0 (100,4)                | 26,4 (79,5)                 | 21,7 (71,1)                 | 17,4 (63,3)                 | 14,1 (57,4)                 | 38 (100,4)                  |
| Средњи минимум, °C (°F)     | 5,6 (42,1)                  | 5,8 (42,4)                  | 7,3 (45,1)                  | 9,6 (49,3)                  | 13,3 (55,9)                 | 17,2 (63)                   | 19,8 (67,6)                 | 20,1 (68,2)                 | 17,4 (63,3)                 | 13,7 (56,7)                 | 10,1 (50,2)                 | 7,3 (45,1)                  | 5,6 (42,1)                  |
| Количина падавина, mm (in)  | 80 (31,5)                   | 60 (23,6)                   | 70 (27,6)                   | 40 (15,7)                   | 29 (11,4)                   | 21 (8,3)                    | 14 (5,5)                    | 21 (8,3)                    | 53 (20,9)                   | 96 (37,8)                   | 109 (42,9)                  | 83 (32,7)                   | 676 (266,2)                 |
| [ тражи се извор ]          |                             |                             |                             |                             |                             |                             |                             |                             |                             |                             |                             |                             |                             |

## Становништво
| 1936. | 1951. | 1961. | 1971. | 1981. | 1991. | 2001. | 2011. |
| ----- | ----- | ----- | ----- | ----- | ----- | ----- | ----- |
| 2.391 | 2.748 | 3.007 | 3.073 | 3.129 | 3.014 | 3.095 | 3.032 |